# Prêmio Nestlé de Literatura Brasileira
Prêmio Nestlé é um prêmio concedido pela empresa multinacional suíça Nestlé no Brasil a escritores brasileiros.

## História do Prêmio
Criado no ano de 1982, a primeira edição foi denominada de Bienal Nestlé de Literatura Brasileira. Tinha a finalidade de incentivar o surgimento de novos escritores no cenário literário nacional e fomentar a produção dos escritores contemporâneos. Também visava homenagear os grandes autores já consagrados.
Após sete edições da Bienal, a partir de 1993, o prêmio passou a se chamar Prêmio Nestlé de Literatura Brasileira.
Receberam este prêmio: Rachel de Queiroz, Jorge Amado, Mário Quintana, Lygia Fagundes Telles, Antonio Fernando Borges, Francisco Carvalho, que foram contemplados com a prestigiada Homenagem Nestlé de Cultura.
Por outro lado, esta bienal relevou novos talentos, como Álvaro Cardoso Gomes, Luzilá Gonçalves Ferreira; Marçal Aquino, Luiz Alfredo Garcia-Roza, Aldyr Garcia Schlee, Antônio Cícero e Lorenço Cazarré.

## Vencedores

### Prêmio Bienal Nestlé de Literatura Brasileira
- 1982 - Ligia Saboya, Maria Helena Novoa com A noiva do super-homem: (teorema do espelho): romance; Walmir Ayala com Águas como espadas: poesia; Lourenço Cazarré com O Caleidoscópio e A Ampulheta: romance
- 1984 - Foed Castro Chamma com Pedra da Transmutação (poesia);[3][4][5] Yone Rodrigues com A razão do Pássaro (poesia); Floro Freitas de Andrade com Águas (poesia); Lourenço Cazarré com Enfeitiçados Todos Nós (contos)
- 1986 - Stella Leonardos com Romanceiro da Abolição; Ronald Claver com A última sessão de cinema, ou, As desventuras de minha adorável turma
- 1988 - Márcia Batista com A caixa do menino; Marcos Bagno com A invenção das horas: conto - categoria Conto

### Prêmio Nestlé de Literatura Brasileira
- 1997 - Luiz Alfredo Garcia Roza
- 2006 - Manoel de Barros com Poemas rupestres